# Echanella rugusa
Echanella rugusa là một loài bướm đêm trong họ Noctuidae.